# Pfarrkirche Loich

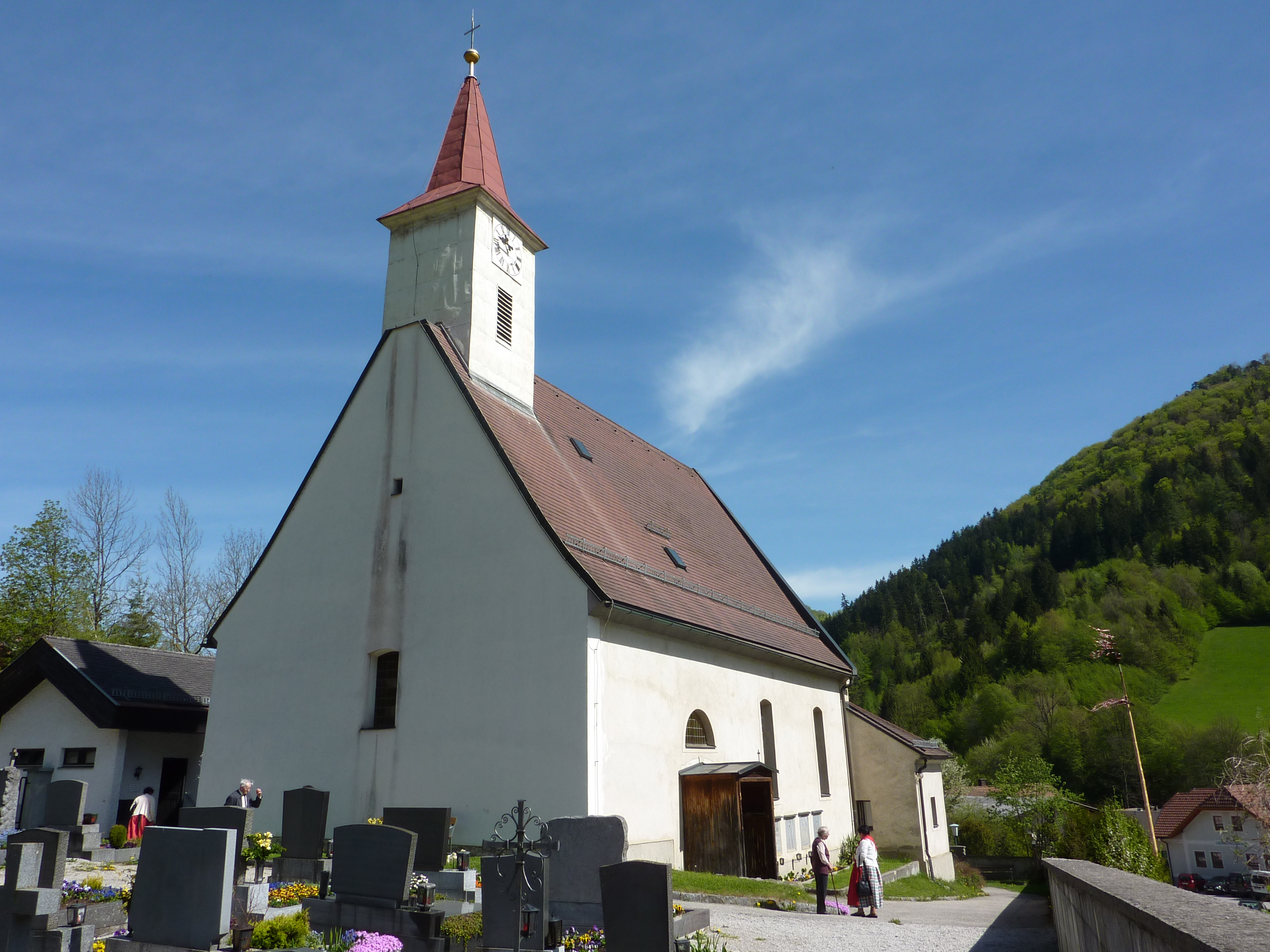
Katholische Pfarrkirche hl. Nikolaus in Loich (2012)

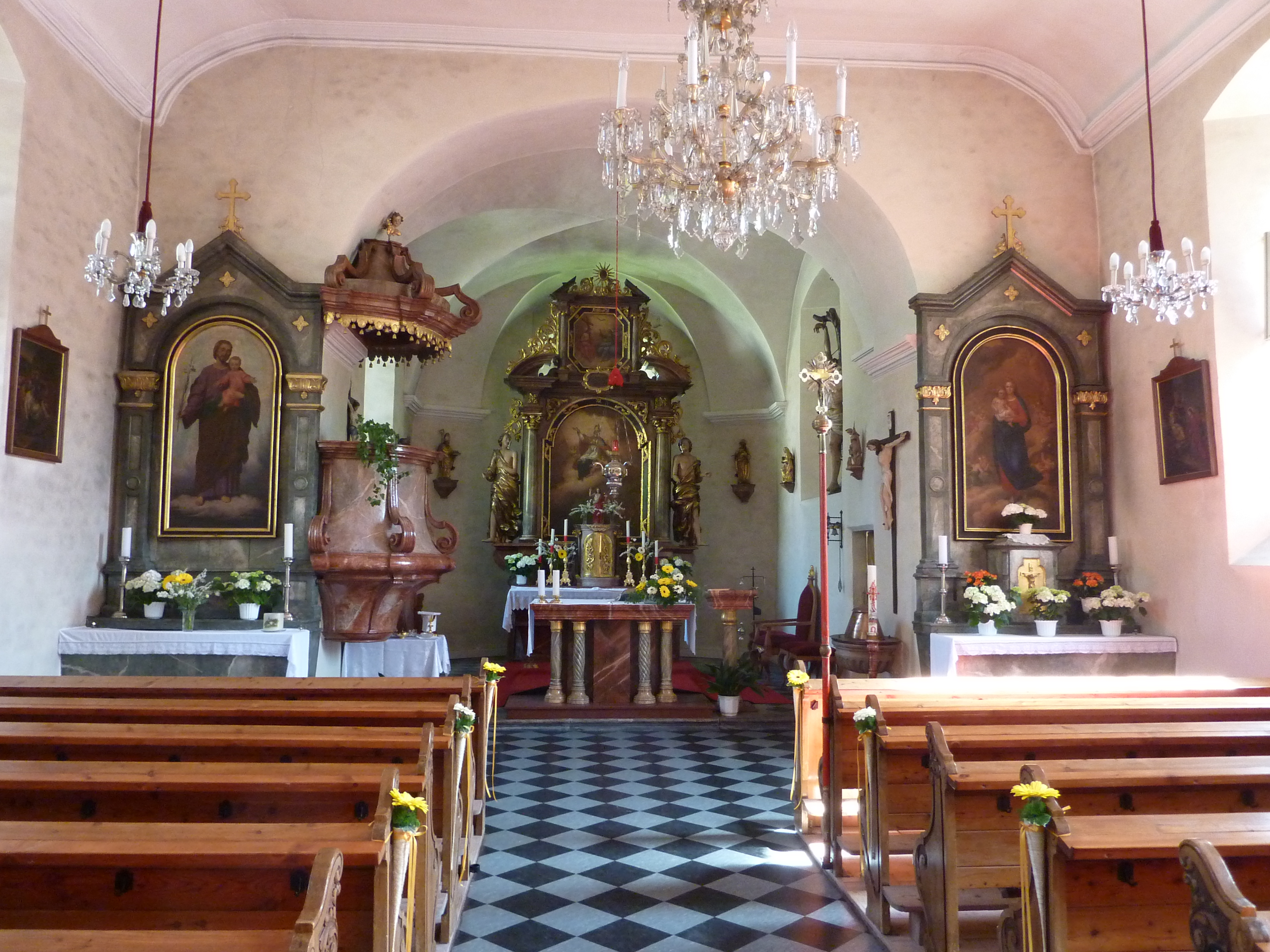
Langhaus, Blick zum Chor (2012)

Die römisch-katholische Pfarrkirche Loich steht auf einer Anhöhe in der Ortschaft der Gemeinde Loich im Bezirk St. Pölten-Land in Niederösterreich. Die dem Patrozinium des Heiligen Nikolaus von Myra unterstellte Pfarrkirche gehört zum Dekanat Lilienfeld in der Diözese St. Pölten. Die Kirche und der Friedhof stehen unter Denkmalschutz (Listeneintrag).

## Geschichte
Im Spätmittelalter eine Filiale der Pfarrkirche Kirchberg an der Pielach wurde 1784 die eigene Pfarre gegründet.
Die Kirche wurde 1814 erbaut. 1962/1963 war eine Restaurierung.

## Architektur
Der schlichte klassizistische Saalbau mit einem Dachreiter ist von einem ummauerten Friedhof umgeben.
Das Kirchenäußere zeigt ein ungegliedertes Langhaus unter einem leicht ausgeknickten Satteldach und hohen Segmentbogenfenstern, über dem Südportal befindet sich ein Lünettenfenster. Der eingezogene polygonale Chor nennt in einer Kartusche das Jahr 1814. Im südlichen Chorwinkel steht ein eingeschoßiger Sakristeianbau.
Das Kircheninnere zeigt im Langhaus eine gekehlte Flachdecke. Die dreibogige Westempore ist kreuzgratunterwölbt. Der eingezogene Triumphbogen ist rundbogig. Der einjochige Chor mit einem Dreiseitschluss hat ein Kreuzgratgewölbe.

## Einrichtung
Der Hochaltar hat ein barockes Säulenretabel mit einem gesprengten Segmentbogengiebel und Auszug. Am Gebälk nennt eine Kartusche das Jahr 1691. Das Altarbild zeigt die Glorie des hl. Nikolaus, gemalt von August Bauer um 1870, flankiert von zwei großen Engelsstatuen aus dem Ende des 17. Jahrhunderts. Der Auszug zeigt eine Darstellung der  Heiligen Dreifaltigkeit aus dem Jahr 1864.
Die Orgel mit einem Brüstungswerk in einem schlichten neoklassizistischen Gehäuse baute Max Jakob 1899.